# Gabriella Varga
Gabriella Varga (Budapest, 7 de abril de 1982) es una deportista húngara que compitió en esgrima, especialista en la modalidad de florete. Es hija del luchador János Varga.
Ganó seis medallas en el Campeonato Europeo de Esgrima entre los años 2002 y 2013.
Participó en dos Juegos Olímpicos de Verano, ocupando el cuarto lugar en Pekín 2008, en la prueba por equipos, y el sexto en Atenas 2004, en la prueba individual.

## Palmarés internacional
| Campeonato Europeo | Campeonato Europeo | Campeonato Europeo | Campeonato Europeo  |
| Año                | Lugar              | Medalla            | Prueba              |
| ------------------ | ------------------ | ------------------ | ------------------- |
| 2002               | Moscú (Rusia)      | Medalla de plata   | Florete por equipos |
| 2003               | Bourges (Francia)  | Medalla de oro     | Florete individual  |
| 2007               | Gante (Bélgica)    | Medalla de oro     | Florete por equipos |
| 2008               | Kiev (Ucrania)     | Medalla de plata   | Florete por equipos |
| 2009               | Plovdiv (Bulgaria) | Medalla de bronce  | Florete individual  |
| 2013               | Zagreb (Croacia)   | Medalla de bronce  | Florete por equipos |